# AIUT

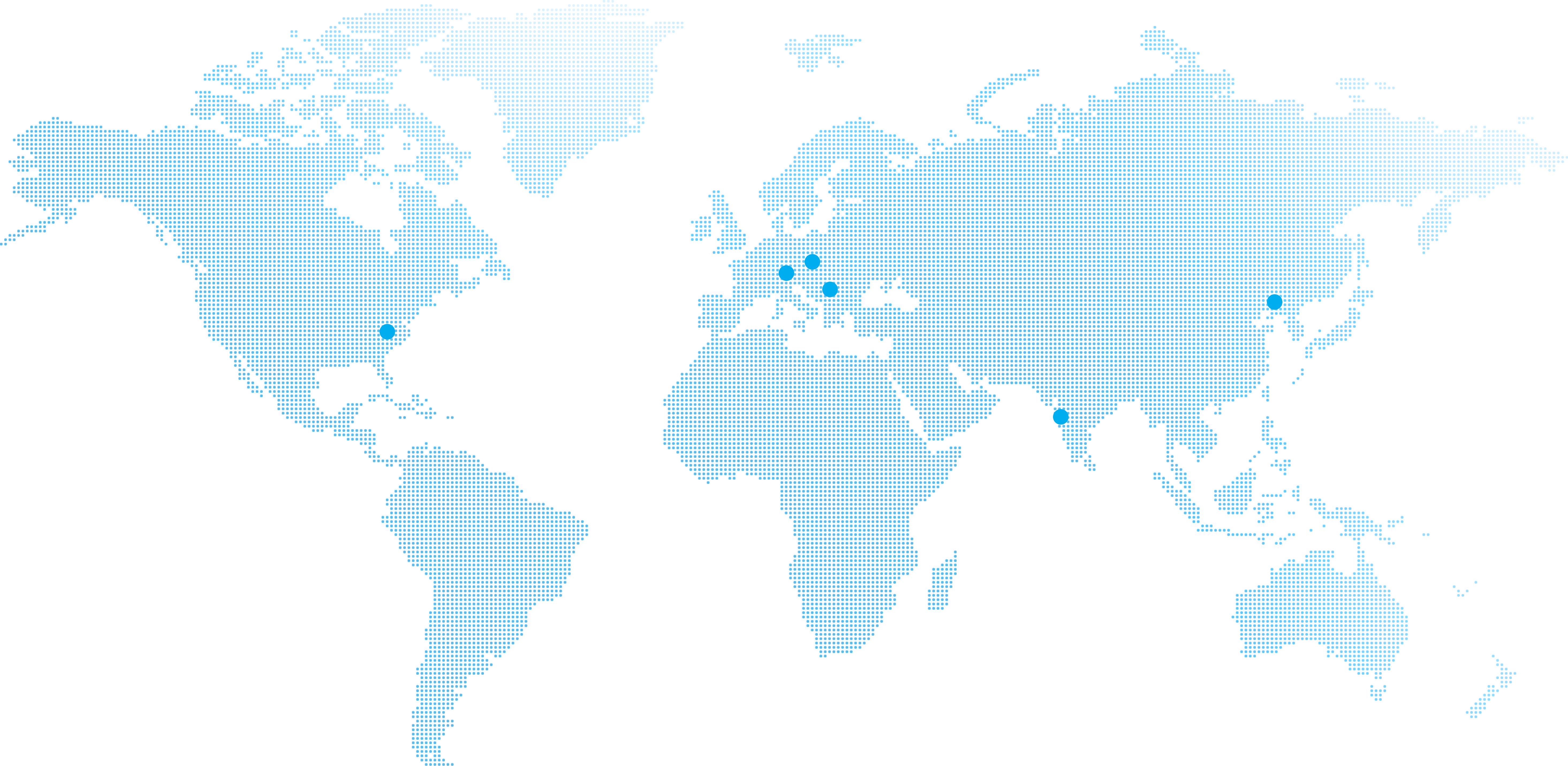
AIUT na Świecie

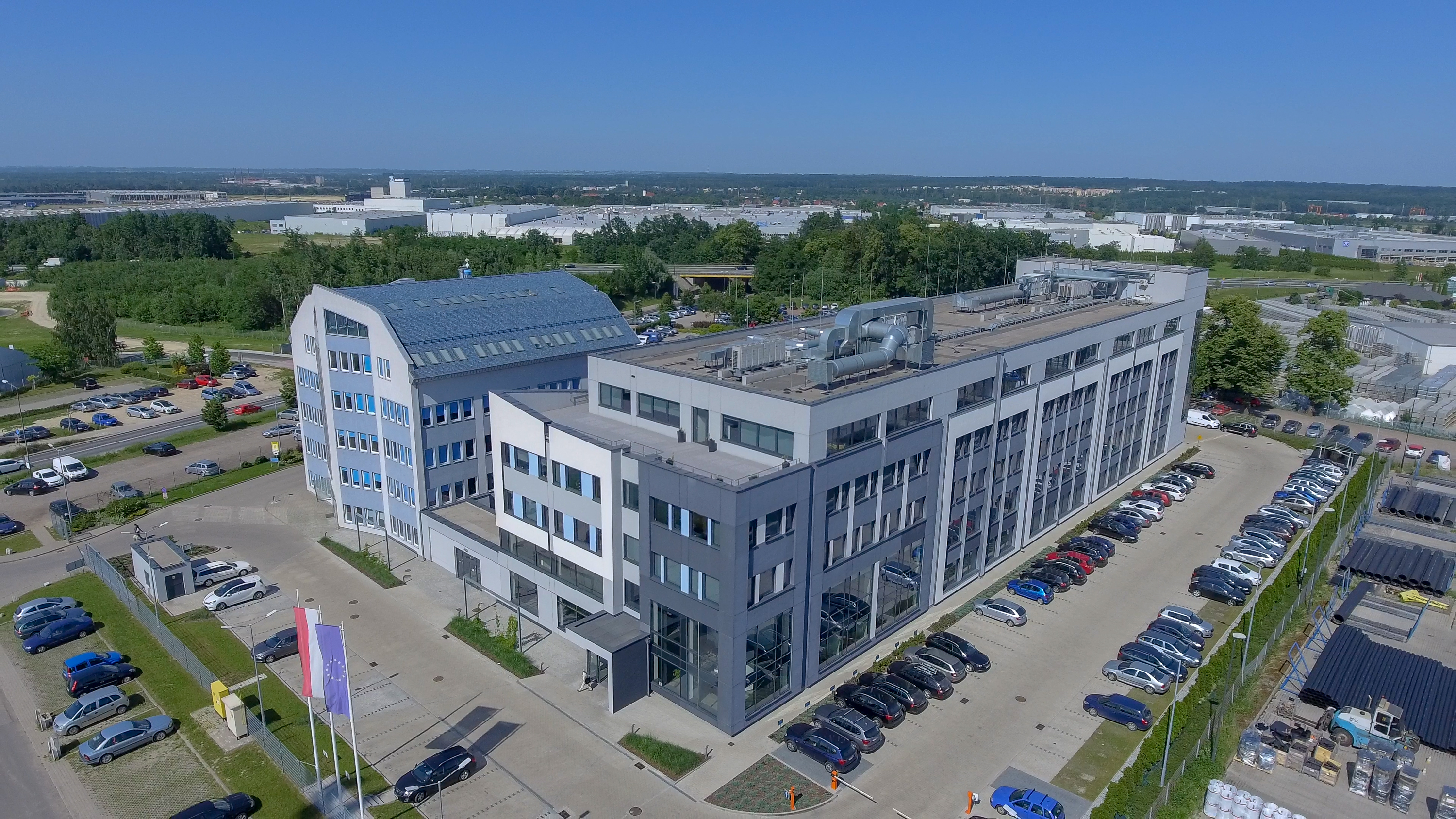
AIUT siedziba firmy

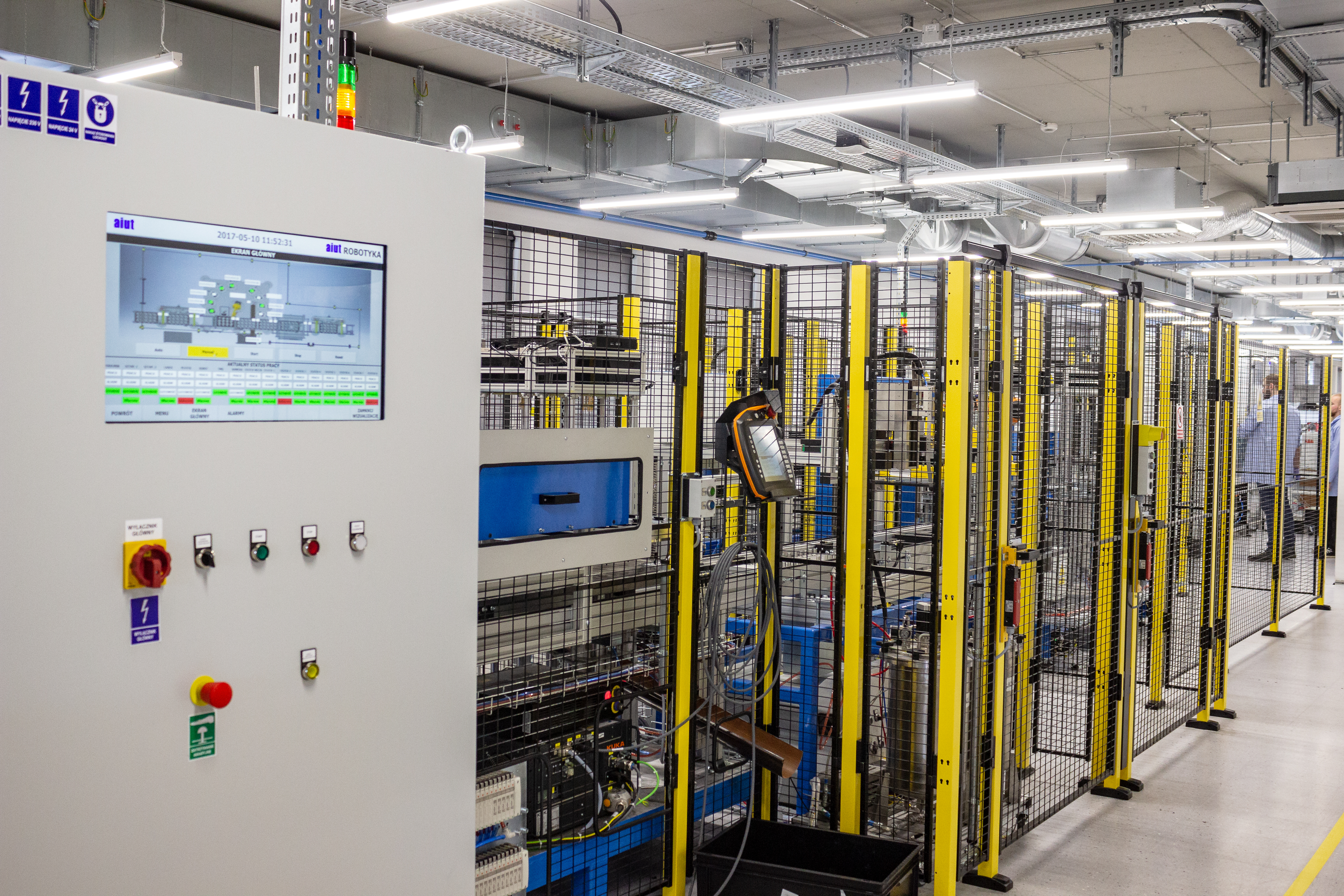
Shop Floor Management w AIUT

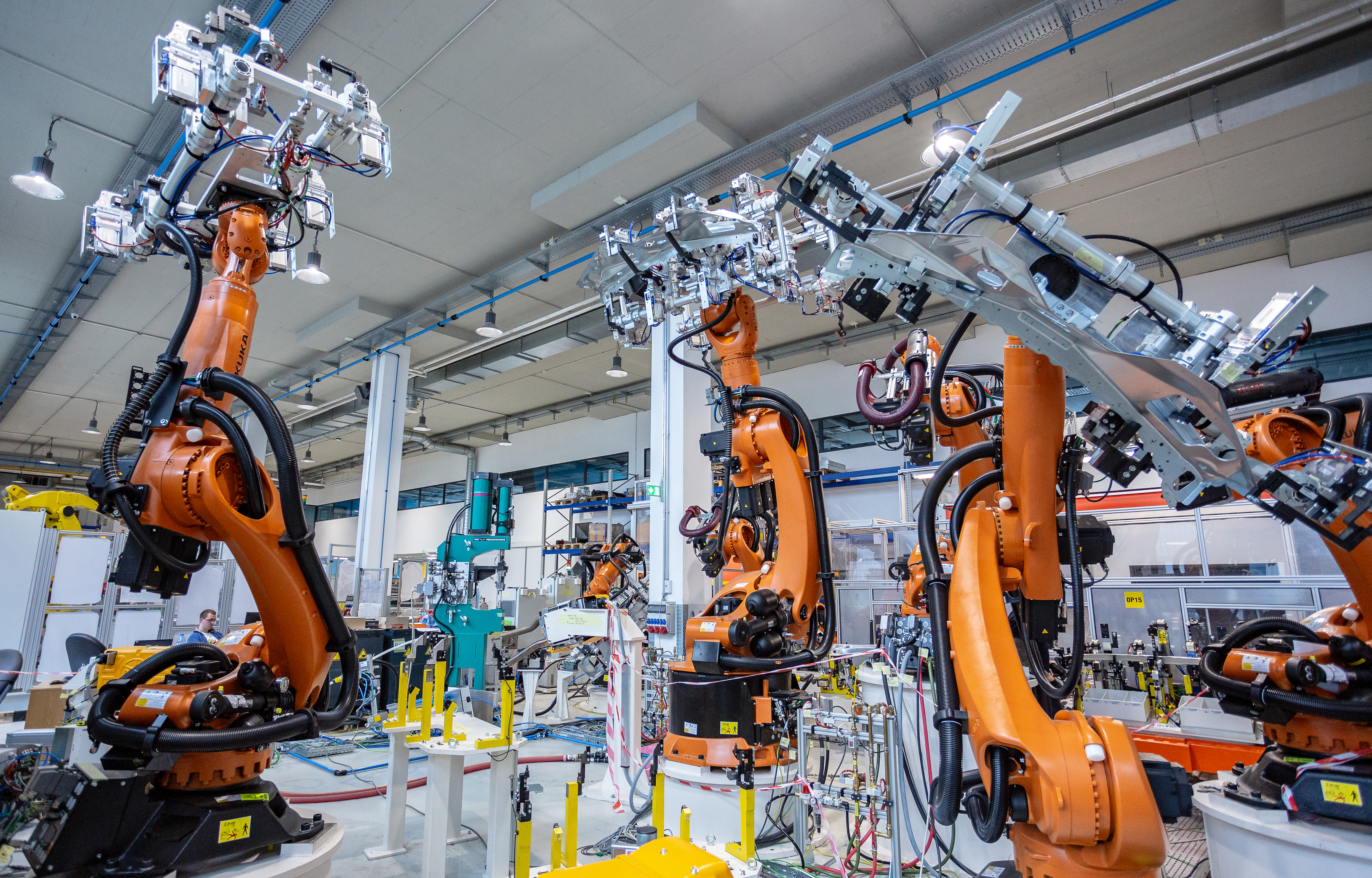
Linia zrobotyowana w AIUT

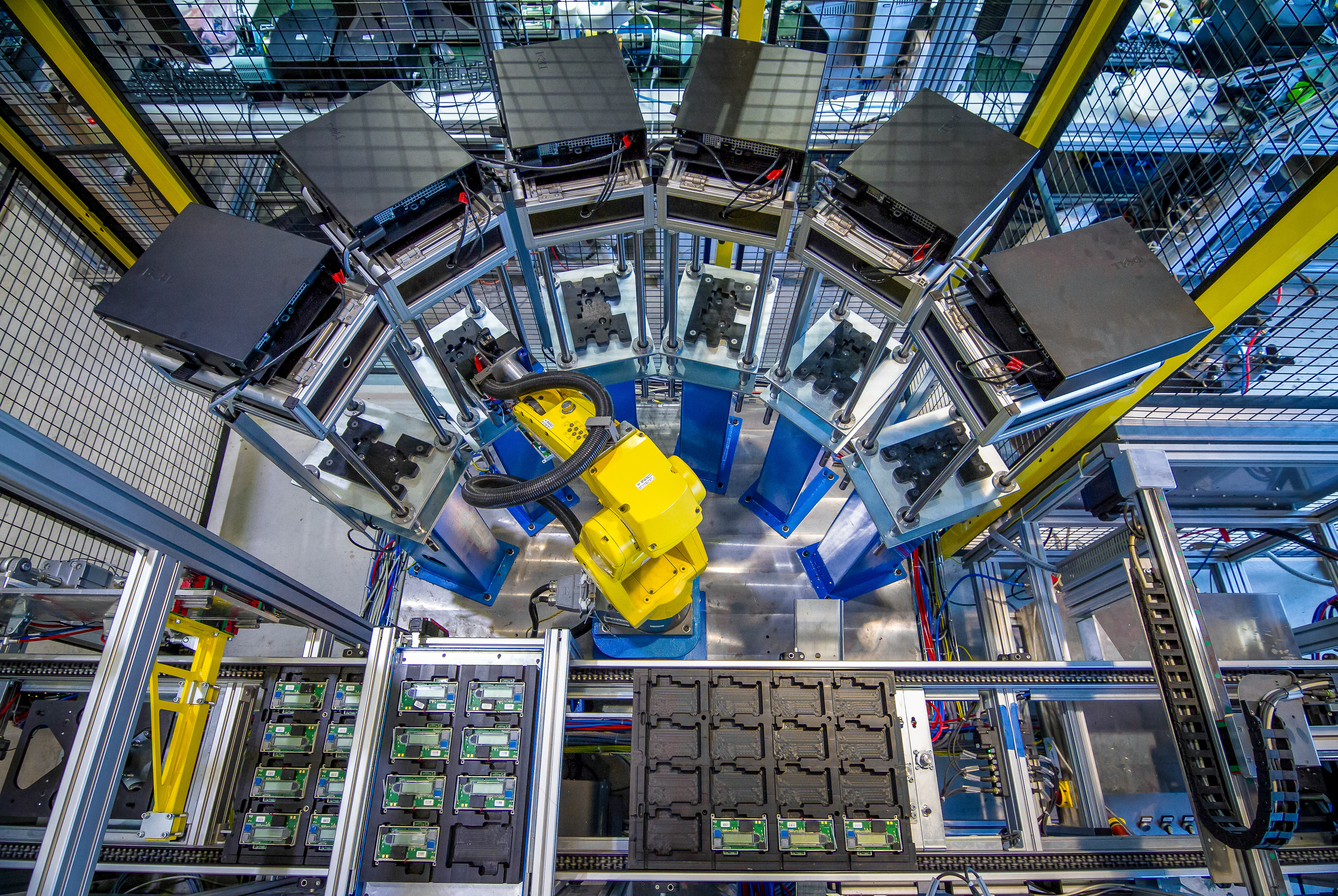
Produkcja urządzeń IoT

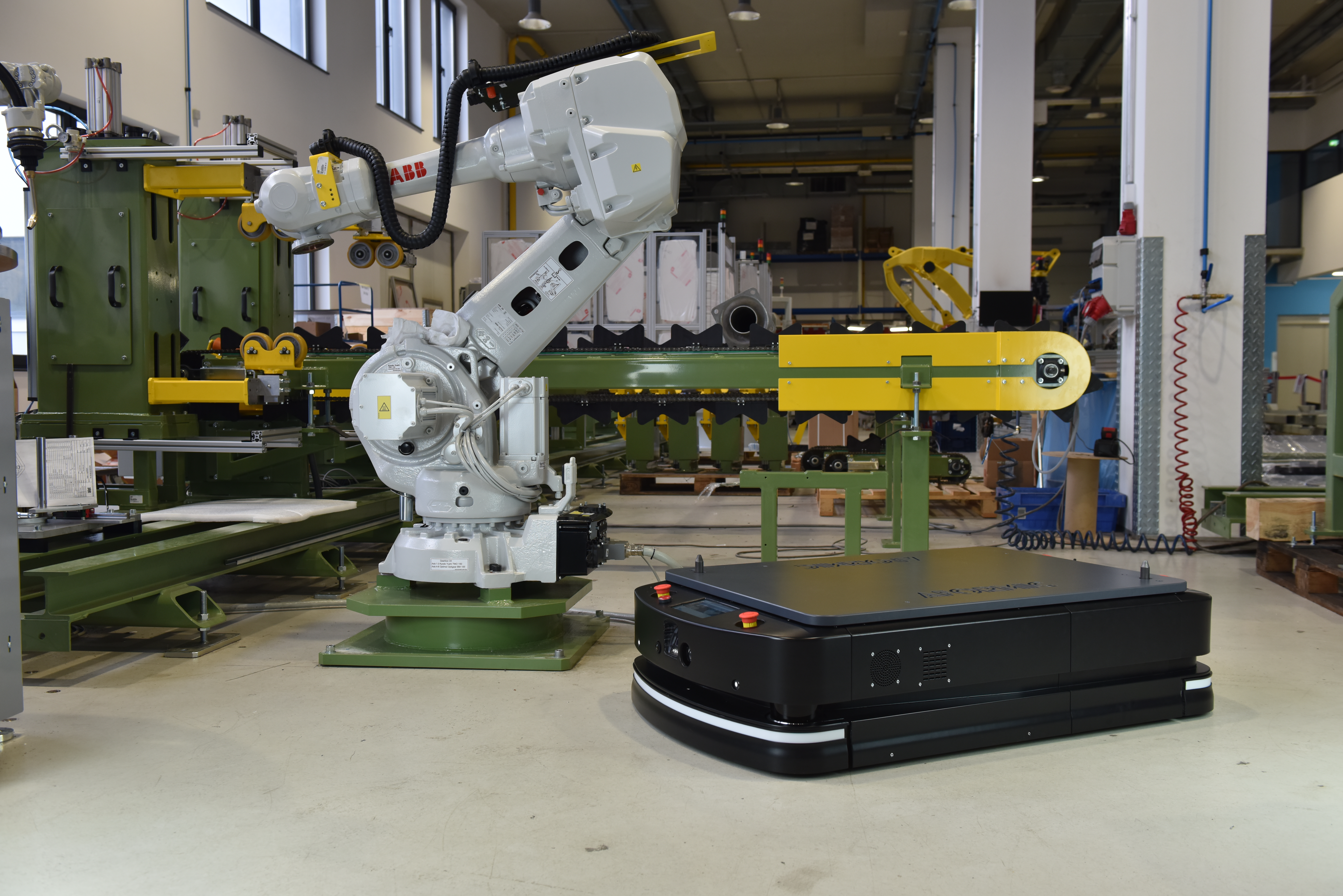
AGV w AIUT

AIUT – polskie przedsiębiorstwo działające w branży automatyki i robotyki przemysłowej oraz IIoT (Przemysłowy Internet Rzeczy). Jeden z największych europejskich integratorów systemów dla przemysłu. Firma posiada oddziały stacjonarne w siedmiu krajach na świecie: centrala przedsiębiorstwa mieści się w Polsce na terenie Katowickiej Specjalnej Strefy Ekonomicznej w Gliwicach; zagraniczne filie działają w USA (Duncan), Kanadzie (Kitchener), Niemczech (Dingolfing), Indiach (Bombaj), Rumunii (Sebes) oraz Chinach (Shenyang). Ponadto AIUT posiada sieć biur terenowych w Polsce. Spółka zatrudnia ponad 1000 pracowników, w tym ponad 600 specjalistów inżynierów (stan na 2023 r.). Do 2022 roku spółka zrealizowała ponad 3500 projektów w 70 krajach.

## Historia
- 1991 – założenie działalności
- 1992 – AIUT zostaje przedstawicielem firmy Elsag Bailey Process Automation N.V. w Polsce. Firma ta w roku 1999 staje się częścią grupy ABB, ale jej linie produktowe są obecne na rynku do dzisiaj
- 1998 – rozpoczęcie produkcji urządzeń elektronicznych
- 2000 – pierwsze wdrożenie systemu zarządzania majątkiem MAXIMO dla firmy MRO Software z USA
- 2002-2006 – opracowanie i wdrożenie systemów zdalnego monitoringu zbiorników LPG, odczytów liczników ciepła oraz inteligentnych liczników gazu.
- 2005 – pierwsze kompleksowe projekty zrobotyzowanych stanowisk produkcyjnych
- 2007 – AIUT zostaje partnerem IBM Polska w zakresie wdrażania systemu zarządzania majątkiem MAXIMO i innych aplikacji z grupy Tivoli
- 2012 – opracowanie i pierwsze wdrożenie systemu zarządzania dystrybucją paliw płynnych
- 2015 – utworzenie filii w Chinach, USA i Rumunii
- 2016 – Utworzenie AIUT Technologies LPP w Indiach
- 2018 – zaprojektowanie i wdrożenie nowoczesnych, autonomicznych robotów samojezdnych (AGV)
- 2019 – kolejna rozbudowa kompleksu centrali firmy w Gliwicach: o część produkcyjną i administracyjną
- 2022 - przejęcie większościowych udziałów w firmie IMI-Polska Sp. z o.o.[1]

## Obszar działania
AIUT świadczy usługi w zakresie opracowania i wdrożenia kompleksowych rozwiązań z zakresu automatyki, robotyki oraz IoT dla przedsiębiorstw z branż: motoryzacyjnej, cementowo-wapienniczej, energetycznej, paliwowej, metalurgii i hutnictwa, spożywczej oraz innych. Ponadto specjalizuje się w projektowaniu i wdrażaniu systemów inteligentnego opomiarowania mediów (smart city), tworzeniu rozwiązań obejmujących pełny zakres zarządzania majątkiem przedsiębiorstwa, świadczy wsparcie dla działów utrzymania ruchu, gospodarki remontowej i serwisowej. Dostarcza systemy CMMS i Service Desk (ITIL) ze szczególnym uwzględnieniem rozwiązań firmy IBM.

### Automatyka Przemysłowa
- Projekty układów zasilania i sterowania
- Projekty AKP
- Projekty oprogramowania i wizualizacji
- Oprogramowanie sterowników i systemów DCS
- Oprogramowanie SCADA
- Dedykowane oprogramowanie systemów śledzenia i zarządzania produkcją
- Prefabrykacja, montaż i uruchomienie szaf elektrycznych i sterowniczych
- Rozszerzenie procesów produkcyjnych oraz wsparcie procesów logistyki wewnętrznej: autonomiczne platformy AGV współpracujące z systemem lokalizacji zasobów (Radical Automation)
- System lokalizacji wewnątrzbudynkowej, pozwalający na monitorowanie zasobów oraz pracy załogi zakładu (Radical Automation)

### Robotyka
- Tworzenie rozwiązań opartych o napędy liniowe, siłowniki elektryczne, pneumatyczne i hydrauliczne, serwonapędy i roboty przemysłowe czołowych producentów: ABB, Comau, Fanuc, Kuka, Motoman (Yaskawa), STÄUBLI
- Stanowiska kontrolno-montażowe: szczelności, wymiarów geometrycznych parametrów elektrycznych itp.
- Systemy z kamerami do kontroli jakości
- Stanowiska paletyzacji
- Stanowiska zgrzewania i spawania
- Stanowiska nakładania warstw ochronnych
- Stanowiska klejenia elementów
- Podawanie elementów do maszyn, obsługa pras
- Obróbka elementów odlewanych i z tworzyw sztucznych (fazowanie, wiercenie, rozcinanie itp.)

### Rozwiązania IoT
- Monitoring LPG – Monitoring zbiorników oraz wsparcie planowania dystrybucji LPG i oleju. Firma AIUT jest w pierwszej dziesiątce największych globalnych firm na Świecie w branży LPG[2]. Od stycznia 2019 roku AIUT, jako druga firma w Polsce, stał się pełnoprawnym członkiem Światowej Organizacji Gazu Płynnego (World LPG Association).
- Monitoring gazu, ciepła i wody – Systemy inteligentnego opomiarowania liczników gazu, wody i ciepła (liczników i systemów przedpłatowych). Monitorowanie ciśnień w sieciach gazowych.
- Monitoring paliw – Zarządzanie zasobami paliw płynnych na stacjach paliwowych.
- Otwarta platforma oprogramowania do zarządzania danymi i optymalizacji procesów.

### Systemy IT
- SFM – modułowy, rozproszony system zarządzania produkcją
- MAXIMO – jedno z najlepszych rozwiązań klasy CMMS/EAM na świecie przeznaczone do zarządzania majątkiem, gospodarką remontową, usługami i utrzymaniem ruchu.
- Serwery – monitoring i realizacja czynności serwisowe na serwerach IMR opartych o systemy MS-Windows Server, MS-SQL Server.
- Service Desk – utrzymanie, rozwój i optymalizacja rozwiązań IoT.

## Wydarzenia i osiągnięcia
- Lata 2015–2017 – laureat Diamentów Forbesa[3]
- 2016 – zwycięzca konkursu „Regionalne Orły Eksportu” organizowanego przez „Rzeczpospolitą” w kategorii „Najlepszy Eksporter”[4]
- 2016 – obecność w rankingu Gazele Biznesu 2016
- 2018 – wyróżnienie w VI edycji Nagrody Gospodarczej Prezydenta RP w kategorii „międzynarodowy sukces”[5]
- od 2018 - członek Grupy Roboczej ds. Internetu Rzeczy przy Ministerstwie Cyfryzacji Raport Internet Rzeczy – Polska Przyszłości[6]
- 2019 - współorganizacja i uczestnictwo w konferencji "8.Rok Rewolucji Przemysłu 4.0 i Co Dalej"[7]
- 2019 - Aiut otrzymał wyróżnienie dla Partnera Automotive w kategorii Integrator systemów automatyki przemysłowej[8]
- 2019 - wyróżnienie w VII edycji Nagrody Gospodarczej Prezydenta RP w kategorii „międzynarodowy sukces”[9]
- 2019 - I miejsce w konkursie „Produkt Roku 2019” redakcji Control Engineering Polska w kategorii „Roboty mobilne”[10] dla autonomicznego robota mobilnego Formica 1.
- 2020 - Nagroda główna w konkursie „Produkt Innowacyjny dla Logistyki, Transportu i Produkcji 2022”[11]  za Autonomiczną zintegrowaną platformę intralogistyczną
- 2022 - Nagroda WNP Awards 2023 za technologiczną współpracę z nowoczesnym przemysłem[12]
- 2023 - Wyróżnienie Dziekana Wydziału Mechanicznego Technologicznego Politechniki Śląskiej Złoty „Wodzik”[13]